# Саут-Веллі (Нью-Йорк)
Саут-Веллі (англ. South Valley) — місто (англ. town) в США, в окрузі Каттарогус штату Нью-Йорк. Населення — 250 осіб (2020).

## Демографія
Згідно з переписом 2010 року, у місті мешкали 264 особи в 137 домогосподарствах у складі 73 родин. Було 335 помешкань
Расовий склад населення:
| - 98,5 % — білих - 1,1 % — корінних американців - 0,4 % — чорних або афроамериканців |

До двох чи більше рас належало 0,0 %. Частка іспаномовних становила 0,0 % від усіх жителів.
За віковим діапазоном населення розподілялося таким чином: 12,1 % — особи молодші 18 років, 69,7 % — особи у віці 18—64 років, 18,2 % — особи у віці 65 років та старші. Медіана віку мешканця становила 52,8 року. На 100 осіб жіночої статі у місті припадало 123,7 чоловіків;  на 100 жінок у віці від 18 років та старших — 129,7 чоловіків також старших 18 років.
Середній дохід на одне домашнє господарство  становив 52 826 доларів США (медіана — 42 500), а середній дохід на одну сім'ю — 74 320 доларів (медіана — 64 583). Медіана доходів становила 50 417 доларів для чоловіків та 31 607 доларів для жінок. За межею бідності перебувало 9,0 % осіб, у тому числі 16,7 % дітей у віці до 18 років та 6,0 % осіб у віці 65 років та старших.
Цивільне працевлаштоване населення становило 111 осіб. Основні галузі зайнятості: освіта, охорона здоров'я та соціальна допомога — 27,9 %, роздрібна торгівля — 19,8 %, виробництво — 12,6 %, транспорт — 11,7 %.